# Candelario (kommunhuvudort)
Candelario är en kommunhuvudort i Spanien.   Den ligger i provinsen Provincia de Salamanca och regionen Kastilien och Leon, i den centrala delen av landet, 170 km väster om huvudstaden Madrid. Candelario ligger 1 088 meter över havet och antalet invånare är 1 026.
Terrängen runt Candelario är kuperad åt nordväst, men åt sydost är den bergig. Runt Candelario är det mycket glesbefolkat, med 6 invånare per kvadratkilometer. Närmaste större samhälle är Béjar, 2,6 km nordväst om Candelario. 